# Johann Reuchlin
Johann Reuchlin (29 de Janeiro, 1455 – 30 de Junho, 1522) foi um humanista alemão e professor de grego e hebraico, sendo uma das maiores referências do ensino desses idiomas em sua época. Foi lido e estudado posteriormente por historiadores como Ludwig Geiger.

## Biografia
Johann Reuchlin nasceu em Pforzheim, onde seu pai foi um oficial de um  Mosteiro Dominicano. Tornou-se professor em Heidelberg e, por fim, tido como pai dos estudos hebreus modernos. Já no ano de 1506, publica sua primeira gramática da língua hebraica e em 1523 já estava na primeira cadeira de grego estabelecida em Viena. 
Apesar de cristão, foi influenciado pela Cabala, como Pico della Mirandola. Deste modo, Zohar, a incorporação da Cabala, entrou em voga nos sistemas de todos os místicos do século XVI. Reuchlin escreveu em seu livro De Arte Cabbalistica:
"Meu professor Pitágoras, o pai da filosofia, tomou seus ensinamentos de Kabbalistas… ele foi o primeiro a traduzir a palavra Kabbalah, desconhecida de seus contemporâneos, para a palavra grega filosofia… a Kabbalah não nos permite viver nossas vidas no pó, mas eleva nossas mentes à altura do conhecimento."

## Livros
- De Arte Cabbalistica
- De Verbo Mirifico